# Leon Kittel
Leon Kittel (* 24. Oktober 1999 in Marktoberdorf) ist ein deutscher Eishockeyspieler, der seit 2020 beim ECDC Memmingen in der Eishockey-Oberliga spielt.

## Karriere
Kittel begann seine Spielerkarriere in der Saison 2012/13 beim ESV Kaufbeuren in der U16-Mannschaft, welche an der Schüler-Bundesliga teilnahm. Ab 2015 nahm er mit der U19-Mannschaft des ESVK an der deutschen Nachwuchsliga teil. Während der Saison 2018/19 wurde er parallel beim ERC Sonthofen in der Männermannschaft eingesetzt und kam auf 15 Spiele in der Eishockey-Oberliga. Zu Beginn der folgenden Saison debütierte er für den ESV Kaufbeuren in der DEL2, wurde als Lizenzspieler jedoch auch für sechs Spiele nach Memmingen ausgeliehen. Zur Saison 2020/2021 wechselte er komplett zum ECDC Memmingen.